# Torre de Alcaufar
La Torre de Alcaufar o Torre de Alcalfar es una torre fortificada en el cabo de la Punta del Morro de Alcaufar, en el municipio español de San Luis, Baleares. Junto con la Torre de Punta Prima, también construida en 1787, sirvió como modelo por las once torres de estilo Martello, construidas entre 1798 y 1802, en la costa de la isla.

## Descripción
La torre fue construida entre 1786 y 1787 según los planes del ingeniero militar Ramón Santander, con el objetivo de proteger la llanura del litoral del sudeste de Menorca contra las incursiones de los piratas argelinos. La torre, redonda y robusta, es casi cilíndrica y ligeramente cónica en la parte superior. Está hecha de piedra natural, el marés típico de las Islas Baleares, y el exterior está recubierto con grandes bloques de piedra. La pared está reforzada en el lado de mar para resistir el bombardeo de los cañones de los barcos. La torre consta de tres niveles, que se pueden observar desde el exterior por las piedras que sobresalen.
El acceso era originalmente a través de una puerta que daba acceso al nivel del medio, al que se podía acceder a través de una escalera retráctil. Pudo ser defendida en el parapeto de la plataforma del techo por medio del mata5cán. El pasaje que llevaba en el interior también fue protegido a través de un agujero, que también se utilizaba por el transporte de municiones hacia la plataforma superior. La planta baja se dividió en tres cámaras, donde se almacenaba la munición, la pólvora y las provisiones respectivamente. En la planta del medio había el alojamiento de los soldados. Una escala de caracol comunica la planta del medio con la plataforma superior, que es donde se encontraban los cañones.
Los ingeniosos principios de diseño de la torre convencieron a los británicos de construir más torres costeras en la isla. Las torres Martello se construirían también en Irlanda a partir del año 1804.

## La torre hoy
La torre fue extensamente restaurada en 1994, a pesar de que actualmente no se utiliza. Ahora se accede por la planta baja.
Desde el año 1985, la Torre de Alcaufar ha sido declarada monumento histórico. Está, además, registrada con el código R-Y-51-0008583 del Ministerio de Cultura de España.